# Joseph von Fraunhofer als Namensgeber von Straßen und Plätzen
Der Optiker und Physiker Joseph von Fraunhofer (1787–1826) ist ein Namensgeber von Straßen und Plätzen im deutschsprachigen Raum.
Im Folgenden eine Liste von Straßen, Wegen und Plätzen, die nach Joseph von Fraunhofer benannt wurden:

## Fraunhoferstraßen
| Artikel                           | Stadt                 | Datum der Benennung | Lage     | Bild           |
| --------------------------------- | --------------------- | ------------------- | -------- | -------------- |
| Fraunhoferstraße (Aschaffenburg)  | Aschaffenburg         |                     | Standort |                |
| Fraunhoferstraße (Augsburg)       | Augsburg              |                     | Standort |                |
| Fraunhoferstraße (Bad Aibling)    | Bad Aibling           |                     | Standort |                |
| Fraunhoferstraße (Bad Vilbel)     | Bad Vilbel            |                     | Standort |                |
| Fraunhoferstraße (Bayreuth)       | Bayreuth              |                     | Standort |                |
| Fraunhoferstraße (Benediktbeuern) | Benediktbeuern        |                     | Standort |                |
| Fraunhoferstraße (Berlin)         | Berlin-Charlottenburg |                     | Standort | weitere Bilder |
| Fraunhoferstraße (Bobingen)       | Bobingen              |                     | Standort |                |
| Fraunhoferstraße (Bogen)          | Bogen                 |                     | Standort |                |
| Fraunhoferstraße (Bonn)           | Bonn                  |                     | Standort |                |
| Fraunhoferstraße (Bremen)         | Bremen                |                     | Standort |                |
| Fraunhoferstraße (Burghausen)     | Burghausen            |                     | Standort |                |
| Fraunhoferstraße (Dachau)         | Dachau                |                     | Standort |                |
| Fraunhoferstraße (Dresden)        | Dresden               |                     | Standort |                |
| Fraunhoferstraße (Duisburg)       | Duisburg              |                     | Standort |                |
| Fraunhoferstraße (Emden)          | Emden                 |                     | Standort |                |
| Fraunhoferstraße (Erlangen)       | Erlangen              |                     | Standort |                |
| Fraunhoferstraße (Göppingen)      | Göppingen             |                     | Standort |                |
| Fraunhoferstraße (Hannover)       | Hannover              |                     | Standort |                |
| Fraunhoferstraße (Ingolstadt)     | Ingolstadt            |                     | Standort |                |
| Fraunhoferstraße (Itzehoe)        | Itzehoe               |                     | Standort |                |
| Fraunhoferstraße (Kiel)           | Kiel                  |                     | Standort |                |
| Fraunhoferstraße (Kolbermoor)     | Kolbermoor            |                     | Standort |                |
| Fraunhoferstraße (Landshut)       | Landshut              |                     | Standort |                |
| Fraunhoferstraße (Leipzig)        | Leipzig               |                     | Standort |                |
| Fraunhoferstraße (Mannheim)       | Mannheim              |                     | Standort |                |
| Fraunhoferstraße (Memmingen)      | Memmingen             |                     | Standort |                |
| Fraunhoferstraße (Miesbach)       | Miesbach              |                     | Standort |                |
| Fraunhoferstraße (München)        | München               |                     | Standort | um 1900        |
| Fraunhoferstraße (Penzberg)       | Penzberg              |                     | Standort |                |
| Fraunhoferstraße (Regen)          | Regen                 |                     | Standort |                |
| Fraunhoferstraße (Rosenheim)      | Rosenheim             |                     | Standort |                |
| Fraunhoferstraße (Straubing)      | Straubing             | 1827                | Standort | weitere Bilder |
| Fraunhoferstraße (Wachtberg)      | Wachtberg             | 11.09.2012          | Standort |                |
| Fraunhoferstraße (Würzburg)       | Würzburg              |                     | Standort |                |

## Joseph-von-Fraunhofer-Straßen
| Stadt             | Datum der Benennung | Lage     | Bild |
| ----------------- | ------------------- | -------- | ---- |
| Alsdorf           |                     | Standort |      |
| Dortmund          |                     | Standort |      |
| Frankfurt am Main |                     | Standort |      |
| Grafschaft        |                     | Standort |      |
| Magdeburg         | 1. September 2005   | Standort |      |
| Pfinztal          |                     | Standort |      |
| Prien am Chiemsee |                     | Standort |      |

## Joseph-Fraunhofer-Straßen
| Stadt                   | Datum der Benennung | Lage     | Bild |
| ----------------------- | ------------------- | -------- | ---- |
| Pfaffenhofen an der Ilm |                     | Standort |      |

## Weitere Benennungen
Fraunhoferplatz
| Stadt     | Datum der Benennung | Lage     | Bild |
| --------- | ------------------- | -------- | ---- |
| Magdeburg |                     | Standort |      |

Fraunhofergasse
| Stadt                    | Datum der Benennung | Lage     | Bild |
| ------------------------ | ------------------- | -------- | ---- |
| Wien/Floridsdorf         | 1913                | Standort |      |
| Klagenfurt am Wörthersee |                     | Standort |      |

Joseph-von-Fraunhofer-Weg
| Stadt         | Datum der Benennung | Lage     | Bild |
| ------------- | ------------------- | -------- | ---- |
| Sulzbach/Saar | 5. Dezember 2014    | Standort |      |